# Липкани
Липка́ни (рум. Lipcani, Ліпкань) — місто на півночі Молдови, на березі річки Прут. У місті діє пункт контролю через державний кордон з Україною Подвір'ївка—Липкани.

## Географія
Місто Липкани - найпівнічніший населений пункт Молдови, розташований на північно-західному кордоні з Румунією та Україною, на лівому березі річки Прут, на відстані 252 км. від столиці - Кишинева і 28 км. від міста Бричани.

### Природні ресурси
Земельний фонд населеного пункту становить 1187,53 га. Найбільшу частину займають внутрішньо сільські землі – 564,52 га. або 47,6% загальної площі. Межах міста практично немає сільськогосподарських угідь, тому єдиним джерелом розвитку міста є міська промисловість та послуги.

## Історія
На території міста знайдено поховання трипільської культури.
Перша згадка про місто з'являється в Молдавському князівстві 7 червня 1429 року під назвою «Бурень». Свою нинішню назву Липкани отримали у 1699 році.
За даними на 1859 рік у власницькому селі Хотинського повіту Бессарабської губернії, мешкало 3007 осіб (1489 чоловічої статі та 1518 — жіночої), налічувалось 320 дворових господарств, існували православна церква, єврейська синагога, 4 молитовних будинки, пристань на річці Прут, поштова станція, дільнична квартира, відбувались щонедільні базари.
Станом на 1886 рік у царачькому селі, центрі Липканської волості, мешкало 879 осіб, налічувалось 142 дворових господарства, існували 2 православні церкви, єврейська синагога, 4 молитовних будинки, 115 лавок, 5 постоялих дворів, відбувались торжки по четвергах та неділях. За 8 верст — кордон. За 9 верст — кордон. За 14 верст — постоялий двір.

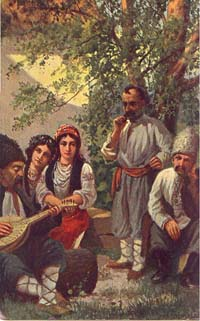
Тихий вечір у Липканах, Бессарабія (друкована листівка початку 1900-х років)

За Словником Брокгауза й Ефрона: 
|  | Липкани — містечко Бессарабської губернії, Хотинського повіту, в 30 верстах від повітового міста, на лівому березі річки Прут, біля австрійського кордону, станція Новоселицької гілки південно-західних залізниць. Засновано раніше XVII століття й було населено литовськими вихідцями, відомими під ім'ям „ліпкан“ або кур'єрів; на обов'язку їх лежало доставляння депеш і т.п. Жителів - 3386, у тому числі євреїв - 2628, молдаван до 500 душ, небагато вірмен і понад 60 сімейств циган. Дворів 372. Дві православні церкви, синагога, 115 крамниць, пристань, митниця III-го класу. Головне заняття жителів - торгівля (євреї й вірмени), за часту скотарство (молдавани). Щотижневі базари, на які приганяють худобу, що скуповують австрійські агенти для експорту; інші предмети експорту (в Австрію й Молдову) - шкіри, вовна, риба, мотузки, вовняні, лляні й металеві вироби. Головні предмети ввозу - сіль-ледянка, нафта, волоські горіхи. В 1891 році привезено товарів через границю на 54 265 р. і паперових грошей 49 871 руб., вивезено за кордон товарів на 28 008 руб. і паперових грошей 96 886 руб.; митних зборів надійшло 3 822 р. фосфорита добувається щорічно понад 7000 пудов. |

У ХІХ століття і початку століття XX місто стає важливим торговим центром Північної Бессарабії. На щотижневих ярмарках у Липканах продавали на експорт, особливо до Австро-Угорщини, худобу, зерно, шкіри, рибу, металеві предмети, вовну, масло, мотузки тощо.
У червні-липні 1940 року на виконання німецько-радянського пакту в місто ввійшла Червона Армія, а саме воно стало частиною нової Молдавської Радянської Соціалістичної Республіки. Молдавське населення тоді зазнали репресій, радянська влада звинуватила їх у куркульстві, багатьох розстріляли або заслали до Сибіру.
За часів МРСР Липкани були адміністративним центром Липканського району. З 2 серпня 1940 року по 21 липня 1941 року район був частиною Чернівецької області УРСР. 
На початку 60 років XX століття Липканський район був скасований, місто набуло статусу селища (у 1954 районний центр був перенесений до Бричани через близькість до кордону СРСР). За часів МРСР у Липканах працював маслоробний завод, виробничі, хлібний комбінати, педагогічне училище.
У 2010 році Липкани стали адміністративним центром, селище отримало статус міста. Також у 2010 році було відкрито пропускний пункт через державний кордон Республіки Молдова з Румунією реконструйованим мостом через річку Прут. Міст був підірваний у 1944 році німецькими військами, що відступали.

## Економіка

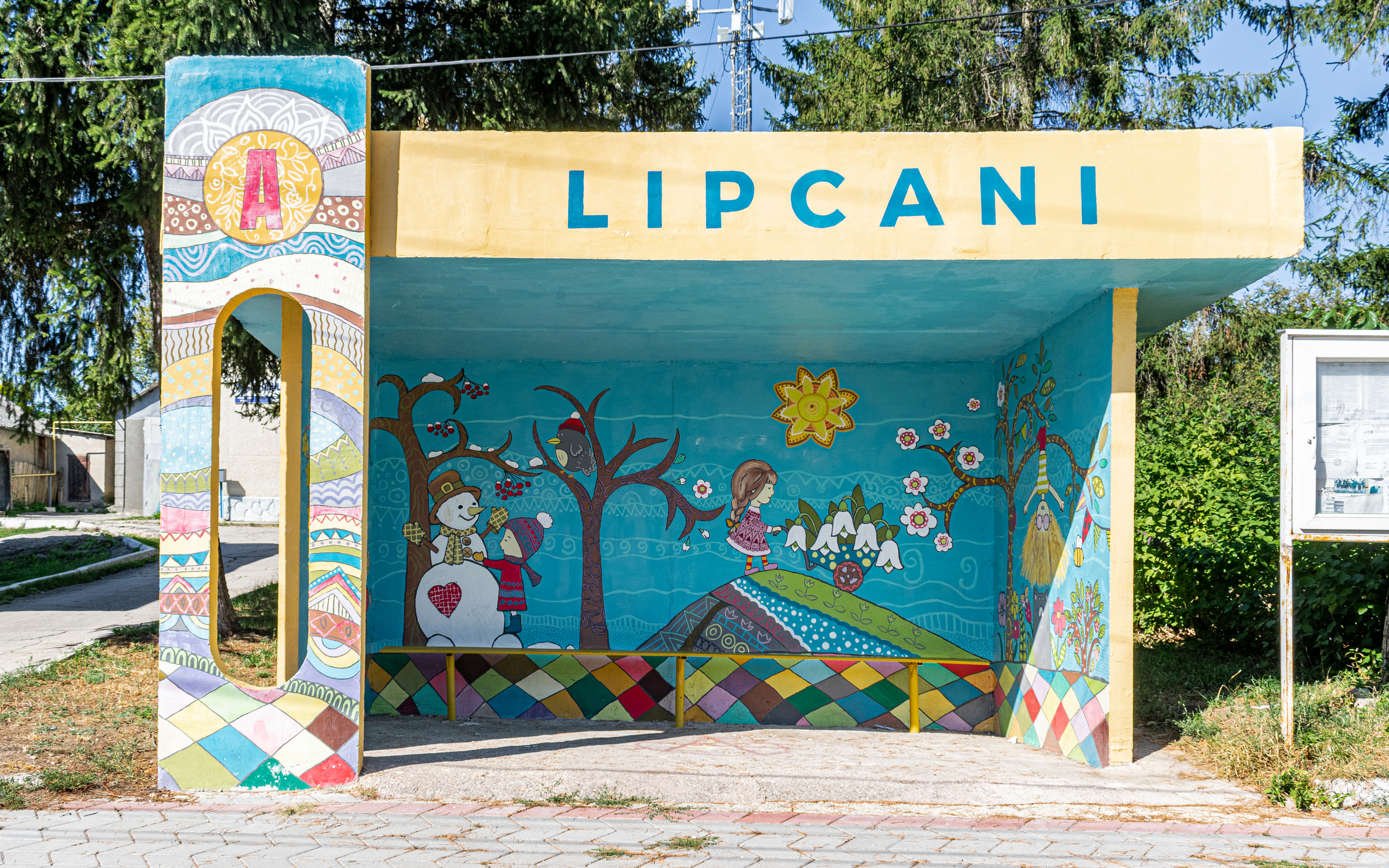
Автобусна зупинка

Місті Липкани діє 93 суб'єкта господарювання, більшість з яких 74% або 80% є приватними підприємцями. Переважна більшість промислових підприємств населеного пункту наразі не працює. На території міста діють відділення 3 комерційних банків, місцевий ринок, філія взуттєвої фабрики, автостанція та залізнична станція, сільськогосподарське підприємство ТОВ «Каріопс».

## Адміністрація і політика
Склад Липканської місцевої ради (13 депутатів), обраних 5 листопада 2023 року.

## Етнічний склад
<div style="border: solid transparent;position:absolute;width:100px;line-height:0;
<div style="border: solid transparent;position:absolute;width:100px;line-height:0;
<div style="border: solid transparent;position:absolute;width:100px;line-height:0;
<div style="border: solid transparent;position:absolute;width:100px;line-height:0;
Етнічний склад, згідно переписом 2004 року
1897 року місті проживало 6 865 осіб, з яких 64 % становили євреї.
Етнічний склад міста згідно з переписом населення з 2004:
| Етнічна група       | Чисельність | % Відсоток   |
| ------------------- | ----------- | ------------ |
| молдовани та румуни | 2 692 30    | 49.26% 0.55% |
| українці            | 2038        | 37.30%       |
| росіяни             | 596         | 10.90%       |
| євреї               | 27          | 0,49%        |
| гагаузи             | 11          | 0,20%        |
| болгари             | 9           | 0,16%        |
| інші                | 62          |              |
| Загальна            | 5.465       | 100%         |

## Відомі липканці
- Мойше Альтман — письменник-модерніст
- Лейзер Грінберг — поет і есеїст
- Всиль Дідік (р. 1949) — художник
- Михайло Кауфман (Койфман) — лікар, журналіст, зять Шолом-Алейхема й батько дитячої письменниці Бел Кауфман
- Мойше Ойшер — кантор, кіноактор і виконавець єврейських пісень (США)
- Фрайделе Ойшер (1913—2004) — дитяча зірка американського театру на їдиші 1920-1930-х років.
- Айзик Рабою — письменник
- Давид Шейніс — співробітник НКВС, начальник підрозділу.
- Еліезер Штейнбарг — байкар і педагог
- Ієгуда Штейнберг — письменник
- Янкев Штернберг — єврейський (їдиш) поет, драматург, прозаїк і режисер